# 해를 품은 달 (드라마)
《해를 품은 달》은 정은궐이 집필한 동명의 장편 소설을 원작으로 극화한 문화방송 수목 미니시리즈이다. 본 작품을 마지막으로 주중 드라마에서 40%의 압도적인 시청률을 기록한 작품은 하나도 없을 정도로 MBC의 역대 수목드라마 중 독보적인 작품으로 꼽힌다. 2012년 1월 4일부터 2012년 3월 15일까지 방영되었다.

## 등장인물

### 주요 인물
- 한가인 : 해를 머금은 달 - 허연우(煙雨), 월(月) 役 (아역 김유정)

홍문관 대제학 허영재의 딸, 염의 누이동생, 훤의 첫사랑
과거 : 세자빈 - 현재 : 왕의 액받이 무녀(왕에게 일어날 흉한 일[액 : 厄]을 대신 받는 무녀)
연우(煙雨), 아버지가 붙여준 이름, 안개비 또는 보슬비라는 뜻. 하지만 그녀의 성격은 오히려 뜨거운 태양 아래 시원하게 쏟아지는 소나기처럼 청량하고 신선하고 쾌활하다. 홍문관 대제학의 여식(딸)답게 영리하고 똘똘하기까지 하다.
우연히 입궐, 그 곳에서 훤과 마주친다. 그리고 가슴 속에 품고 있던 설렘은 마침내 첫사랑이 되었다. 이제 훤의 반쪽이 되어 세자빈으로서 행복한 날들이 이어질 줄 알았는데... 원인을 알 수 없는 병이 들어 국혼을 얼마 안 남겨두고 사가(私家)로 돌려 보내진다. 그리고 아버지의 품에서 조용히 눈을 감는다.
내 이름은 액받이 무녀, 월(月) 그녀는 8년 전 자신에게 어떤 일이 일어났는지 전혀 모르는데... 후에 모든 것이 해결되고 중전 윤씨가 자결을 하자, 훤의 정비가 된다.
- 김수현 : 달을 그리는 해 - 이훤(暄) 역 (아역 여진구)

조선의 왕, 중전 한씨의 소생, 민화공주의 오라버니, 연우의 첫사랑
과거 : 세자 - 현재 : 왕
나는 이나라의 왕세자다.(세자시절)
다소 히스테리컬한 청년국왕이다. 잘생겼다. 영리하다. 근자감(근거없는 자신감) 죽여준다. 그래서 '존재 자체가 위협' 인 양명 앞에서 언제나 티없이 맑게 웃는다. 염을 통해 학문의 즐거움과 군왕의 도리를 배웠다면, 연우를 통해서는 자신이 다스려야 할 궐 너머의 세상과 첫사랑의 설렘을 배웠다. 연우가 세자빈에 간택되었을 때 첫사랑은 결실을 맺는 듯이 보였다. 그런데 그녀가 갑작스럽게 죽고, 외척가문의 보경이 대신 세자빈의 자리에 올랐다. 이제 훤은 더 이상 철없는 왕세자가 아니었다.
과인은 조선의 왕이다.(현재)
차갑다. 시니컬하다. 별로 웃지 않는다. 후궁은커녕 중전도 품지 않는다. 내의원의 권고로 우연히 피병(병을 피하여 거처를 옮김)을 갔다가 음산한 무녀의 집에서 비를 피하게 된다. 그리고 그녀를 만났다...
- 정일우 : 해에 가려진 슬픈 빛 - 양명군(陽明) 역 (아역 김진성, 이태리)

전왕의 서장자, 희빈 박씨의 소생, 왕위 계승 서열 1순위의 왕자
유유자적, 풍류남아. 겉으로는 허허실실, 내면은 오리무중의 자유로운 영혼. 아니, 이 자유를 얻기 위해 그가 얼마나 용을 쓰고 있는지 아무도 모른다.
왕위 계승 서열 1순위. 그 허울 좋은 명분 때문에 양명의 저택에는 늘 권력에 뒷줄을 대려는 도포자락들로 넘쳐난다.
어린 시절 훤의 그늘에 가려 부왕으로부터 많은 냉대를 받았으나, 홍문관 대제학의 사가에 드나들며 치유 받았다. 그리고 그곳에서 연우를 만나 애타는 그리움과 연모를 배웠지만, 그녀의 세자빈 간택과 연이은 죽음에 그 또한 절망에 빠졌었다.
오랜 세월이 지난 지금, 그러나 운명은 그를 또다시 훤과 맞부딪치게 만드는데...
- 김민서 : 달을 꿈꾸는 거울 - 윤보경(寶鏡) 역 (아역 김소현)

중전, 훤의 정비(正妃), 윤대형의 딸
착하고 따뜻한 성품을 지닌 다소곳하고 얌전한 여인. 어질고 온화한 성품으로 궁인들 사이에 떠도는 여론 또한 모두 중전의 편이다. 그러나 그녀는 용종 잉태를 외면하는 훤을 단 한번도 원망하지 않는다. 괜찮다는 듯 조용히 미소 지을 뿐.
자, 여기까지가 대외적인 그녀의 모습이다. 어른들의 사랑, 아랫사람들의 흠앙(공경하여 우러러 사모함), 왕친들의 동정, 조정의 여론형성... 이 모든 것이 그녀의 전략에 의해 만들어진 작품이다. 어린 시절 평범한 아이였던 보경을 지금의 야심가로 키워낸 건 아버지 윤대형이었다.
세자빈이 되어 훤의 곁에 있고 싶다는 그녀의 바람은, 연우의 부고로 현실이 되었다. 행운의 여신은 보경의 편이었다.
아니 그런줄로만 알았다. 월이 나타나기 전까지는... 모든 것이 밝혀지고 아버지 윤대형이 반란을 일으키자 괴로워하던 보경은 조용히 목을 맨다.
- 송재희 : 날개 꺾인 불꽃 - 허염(炎) 역 (아역 임시완)

민화공주의 남편이 되어 의빈(왕의 사위)봉작을 받았다. 유록대부 양천위, 연우의 오라버니, 훤의 스승이며 매제
초(超)절정 미모의 소유자로 성균관 시절 모든 유생들의 우상이었다. 게다가 수재다. 세기에 한 번 나올까 말까 한 초(超)천재.(공부가 제일 쉬웠어요!) 물론 단점도 있다. 고지식하고 융통성없으며 남녀의 감정에 둔한 천하에 없는 유생 그 자체. 그 최대 피해자가 바로 민화공주다.
열일곱에 장원 급제하고 그 해 세자시강원의 문학에 재수되어 겨우 두살 아래인 왕세자 훤의 스승이 되었다. 그리고 훤과 사제의 정을, 군신의 정을, 그리고 동년배의 우정을 나누었다.
그러나... 연우의 죽음 이후 비극이 시작점이 되어버린 그 시절... 지금도 염은 몇 번이고 몇 번이고 훤과 연우를 연결해준 자신을 책망하고 후회한다.
- 송재림 : 비를 품은 구름 - 운(雲) 역 (아역 이원근)

본명 김제운, 23세의 젊은 무사, 조선 최고의 운검으로 훤의 최 측근에서 호위
뭘 해도 그림이 된다. 날카로운 눈매에 서늘한 콧날. 육척이 넘는 훤칠한 키와 긴 팔다리로 언제나 훤 뒤에 그림자처럼 묵묵히 서 있다. 한마디로 미친 존재감. 게다가 조선 팔도 최고의 무예실력과 뛰어난 지적수양으로 완벽한 스펙을 갖췄다.
양명군, 허염과 삼총사이다. 서자출신이라 본인의 만류에도 불구하고 양명군을 존대한다.
그리고.. 운을 남자로 만들어준 한 명의 여인. 연우.. 아니, 무녀 월(月)... 그는 주군에 대한 충심(忠心), 사내의 연심(戀心) 사이에서 갈등한다.

### 허영재 (연우, 염의 부친) 일가
- 선우재덕 : 허영재 역 (특별출연)

연우와 염의 부친, 홍문관 대제학. 청렴 결백한 성정과 높은 학문으로 만인의 존경을 받는다. 충직한 성품 덕에 선대왕의 총애를 받지만 바로 그 올곧은 성정 때문에 윤대형을 적으로 만들어버린다. 아들인 염과 양명을 운에게 소개해주어 친구의 정을 알게 해주었다. 연우의 갑작스런 죽음 이후 마음의 병을 얻는다.
- 양미경 : 정경부인 신씨 역

연우와 염의 모친, 민화공주의 시어머니. ‘대제학 집의 곳간은 도성 사람 모두의 것이요, 그 집 마나님은 여자 일지매다’ 라는 소문이 무성한 따뜻한 성정의 소유자. 그러나 하나 뿐인 딸과 남편의 연이은 죽음으로 시든 꽃처럼 활기를 잃어버렸다. 그런 그녀에게 다시 웃음을 찾아준 것이 바로 민화공주다.
- 윤승아 : 불꽃을 품은 눈 - 설(雪) 역 (아역 서지희)

과거 허씨 가문의 노비. 본명은 이 년. 현재 이름은 설(雪).
연우를 호위하는 보이시한 느낌의 소녀 검객. 우연한 계기로 도무녀 장씨와 얽히게 되면서 연우의 죽음에 대한 비밀을 공유하게 된다.
‘설’이라는 예쁜 이름을 지어준 도련님 ‘허염’을 오랫동안 짝사랑하고 있다.
후에 궐내에서 마주친 운과 짝사랑의 아픔에 대한 찐한 동지애를 나눈다.

### 훤 일가
- 김영애 : 대왕대비 윤씨 역

외척세력의 대지주, 성조대왕의 어머니이자 훤의 할머니. 윤대형의 친척이자 정치적 연대관계. 3년 간 수렴청정을 하였으나, 현재는 영리한 훤에 의해 결국 철정을 선언, 뒷방으로 물러나 있다. 그러나 여전히 친정 가문의 건세를 도모하기 위한 정치를 포기하지 않는다. 세자빈 죽음에 중대한 영향을 미친 인물.
- 안내상 : 성조대왕[3] 역 (특별출연)

훤, 양명, 민화의 아버지. 문무를 겸비한 왕. 과거 아끼던 이복동생 의성군이 역모에 연루돼 윤대형에게 참살된 일을 묵인한 아픈 기억이 있다. 하여 서자인 양명을 마음으로는 아끼나 겉으로는 유독 싸늘하게 대한다. 세자인 훤이 강력한 군주가 되어 바른 정치를 펼칠 수 있도록 지지한다.
- 김선경 : 대비 한씨 역

훤의 어머니. 온화하고 지고 지순한 조선시대 여인의 전형. 세도가 출신이 아니며 정치색이 없어 윤대형의 견제를 덜 받는다. 내심 연우를 세자빈으로 점 찍어두나 뜻을 이루지 못한다. 훗날 훤의 건강 악화가 죽은 연우의 원혼 때문이라 여겨 위령제를 제안한다.
- 김명수 : 의성군 역 (특별출연)

성조대왕의 이복동생. 간언한다고 하지만 그것이 모두 외척을 겨냥한다는 이유로 윤대형에 의해 살해당한다.
- 남보라 : 불꽃이 되지 못한 꽃 - 민화공주(旼花) 역 (아역 진지희)

훤과 양명의 동생, 염의 최강동안 어린 신부.
귀엽고 천진난만한 한마디로 타고난 공주로, 어렸을 적부터 그녀 주변의 모든 사람은 민화를 중심으로 움직였다.
그런 민화가 처음으로 욕심을 낸 사람이 바로 첫 눈에 반한 염이었다.
연우의 죽음 이후 기적처럼 염과의 혼인에 성공하나, 가끔씩 자신이 염의 날개를 꺾어버린 것만 같아 문득 죄책감이 들 때가 있다.
하지만 그녀, 결코 후회하지 않는다.

### 윤대형 (윤보경의 부친) 일가
- 김응수 : 윤대형 역

훤의 국구, 보경의 부친, 외척세력의 수장이자 노회한 정치 9단. 국모가 된 딸과 대왕대비 윤씨를 뒷배로, 마침내 영의정의 자리에까지 오르지만, 그는 아직도 목이 마르다. 권력에의 질주를 멈추지 못하는 냉정하고 탐욕적인 인물. 사위인 훤과 끊임없이 대립하며 결국 그는 마지막 카드를 꺼내 드는데….
- 장희수 : 김씨부인 역

윤대형의 처, 보경의 모친
- 김승욱 : 윤수찬 역

호조 참판에서 추후 판서, 대비 윤씨와 일문으로 윤대형의 육촌 동생뻘, 든든한 가문 덕에 음서로 조정에 출사한 인물로, 학문의 깊이가 얇고 가방 끈이 짧다는 데에 약간의 열등감이 있다. 훗날 인사권을 장악하고 뇌물과 비리의 온상이 된다.

### 성수청 사람들
- 전미선 : 해와 달을 섬기는 무녀(巫女) - 도무녀 장녹영 역

성수청 국무(國巫), 조선팔도 최고의 신력을 가진 무당. 세자빈 시해 사건에 대한 모든 비밀의 열쇠를 쥐고 있는 인물. 으뜸 주술 실력을 가지고 있기에 알만한 사람들은 그녀와 눈을 마주치는 것조차 두려워한다. 유학자들의 끊임없는 요구로 존폐위기에 놓인 성수청을 구하고자, 대비 윤씨의 사주를 받아들이기로 결심하는데…
- 김익태 : 혜각도사 역

소격서의 도사. 우연한 기회에 대비 윤씨와 도무녀 장씨가 결탁하는 장면을 목격하여 본의 아니게 ‘세자빈 시해사건’ 에 연루된다. 처음에 도무녀 장씨를 오해하나 이내 그녀의 계획을 눈치 채고 목숨을 건 공범자(?)가 되어준다.
- 배누리 : 잔실 역 (아역 조민아)

무노비(巫奴婢), 도무녀 장씨의 신딸. 약간의 신력이 있으나 워낙 겁이 많아 오히려 자신의 신기에 휘둘리는 스타일. 평소에 어리바리 하지만 문득 그녀가 어딘가를 뚫어져라 노려보고 있으면 긴장해야 한다.
- 장영남 : 아리 역 (특별출연)

과거 녹영과 절친한 우정을 나눈 뛰어난 신력(神力)의 소유자이다. 윤대형이 의성군을 살해하는 현장을 보게 되면서 쫓기게 된다.
- 홍경연 : 국무권씨 역 (특별출연)

### 궁궐 사람들
- 정은표 : 형선 역

대전 상선 내관. 세자 시절부터 훤을 보필해오던 인물. 영화 ‘시네마천국’ 에 알프레도와 토토처럼 그렇게 우정을 쌓아왔다. 훤의 첫사랑과 성장과정을 누구보다 가까이에서 지켜본 인물로, 연우의 죽음 이후 냉랭하게 변모한 훤의 모습에 매우 안타까워한다.
- 윤희석 : 홍규태 역

의금부 도사. 행동도 말투도 외모도 하여튼 여러 면에서 튄다. 한마디로 조선시대의 이단아! 의금부 내의 비리를 발고하는 상소를 올려 왕따를 당한다. 후에 훤의 눈에 들어 특별한(?)밀지를 받는다. 변복을 하고 칡뿌리를 씹고 다니며 탐문수사를 벌이는 그의 모습은, 마치 조선의 셜록홈즈를 연상시킨다.
- 김예령 : 희빈 박씨 역

양명군의 어머니. 선대왕의 후궁. 대비 한씨와 마찬가지로 정치적 야심이 없는, 조용하고 온화한 성품을 지녔다. 늘 역모의 위험에 노출되어 있는 양명이 안쓰럽고, 위험을 피하기 위해 실없는 사람처럼 위장하고 사는 아들의 모습이 가슴 아프다.
- 이승형 : 한재길 역

한성부 판윤에서 후에 병조 판서. 윤대형, 심산과는 동방으로 윤대형파 인물 중 가장 점잖은 인물. 겉으로는 유학자인척, 군자인척, 고상한 척 하지만, 결국 뼛속까지 속물에 처세술에 능한 야심가일 뿐이다.
- 서현철 : 심산 역

이조 참의에서 추후 도승지, 윤대형 파의 2인자이자 브레인이다. 윤대형의 오른팔로서 정치적 행보를 함께 해왔다. 윤대형과는 가장 말이 통하는 인물로 절대적 신임을 받는다.
- 추귀정 : 조상궁 역

보경이 세자빈으로 입궐할 때 친정에서 데리고 온 본방내인. 입이 무겁고 머리 회전이 빨라 보경의 수족이 되어 움직인다. 보경이 유일하게 자신의 속내를 말하는 인물.
- 김민경 : 민상궁 역

북촌 염의 사가에서 민화 공주를 모시는 상궁. 매사 철없고 고집불통인 공주 자가를 모시느라 알게 모르게 고생이 많은 인물. 밤마다 어여삐 치장하는 (떡 줄 사람은 생각도 않는데!) 민화 공주 덕에 화장술과 미용술이 일취월장한다.
- 이정훈 : 오혜성 역

관상감의 천문학 교수, 천문 관측이나 측후, 역서(달력) 제작을 담당하는 천문학 분야의 일인자
- 박길수 : 문지방 역

관상감의 지리학 교수, 풍수학을 토대로 왕궁, 왕릉 등의 명당 터를 잡는 일을 하는 지리학 분야의 일인자
- 김명국 : 나대길 역

관상감의 명과학 교수, 왕실의 합궁일이나 길일 택일, 길흉화복의 점복을 담당하는 명과학 분야의 일인자

### 그 외 인물
- 소희정 : 정경부인 신씨의 시녀 역
- 박혜진 : 노상궁 역 - 세자빈을 교육하는 상궁
- 설지윤 : 대비전 상궁 역
- 이영실 : 대왕대비전 상궁 역
- 이영석 : 前 상선 역
- 손선근 : 신하 역
- 홍정민
- 서진욱 : 대사헌 홍만호 역 - 의성군의 벗
- 진영범
- 조희
- 임지영
- 위양호 : 무뢰배 역
- 이상훈
- 이중렬 : 무뢰배 역
- 인성호 : 꿩 장수 역
- 길금성
- 기세형 : 익위사 역
- 김민진 : 옥리 역
- 장준호 : 前 금부도사 역
- 장문석
- 김유안 : 훤의 서찰을 연우에게 전해주는 나인 역
- 임병욱
- 정강희 : 윤보경 집 노비 역
- 임성표
- 홍승모
- 유겸 : 허염을 질시하다 친구하자는 남자 역
- 박선희
- 김현정 : 수종무녀 역
- 박성훈 : 축국에 의욕만 넘치는 남자 역
- 기연호 : 前 어의 역
- 이광세 : 의원 역
- 공재원 : 연우를 폐 하라는 관원 역
- 주동희 : 선전관 역
- 신범식 : 반달곰 역
- 한현민 : 격투기 진행자 역
- 유재현 : 국밥 먹는 남자 역
- 정두겸 : 어의 역
- 이장미
- 박진서
- 서광재 : 시전지 파는 상인 역
- 최재호 : 월의 서찰을 운에게 건네주는 군사 역
- 안수호 : 前 상선의 하인 역
- 조성희
- 고유미
- 류재익
- 허선행 : 연우네집 청지기 역
- 이재욱 : 상인 역
- 최교식 : 상인 역
- 김민채 : 최상궁 역
- 강찬양 : 궁녀 역
- 홍현택 : 원자 역 - 훤과 연우의 아들

## 시청률
최저 시청률과 최고 시청률은 시청률 조사회사와 지역별로 시청률에 차이가 있을 수 있습니다.
| 2012년      | 2012년      | 2012년                        | 2012년         | 2012년       | 2012년         | 2012년       |
| 회차        | 방송일      | 부제                          | TNmS 시청률    | TNmS 시청률  | AGB 시청률     | AGB 시청률   |
| 회차        | 방송일      | 부제                          | 대한민국(전국) | 서울(수도권) | 대한민국(전국) | 서울(수도권) |
| ----------- | ----------- | ----------------------------- | -------------- | ------------ | -------------- | ------------ |
| 제1회       | 1월 4일     | 두 개의 태양과 하나의 달      | 15.0%          | 16.9%        | 18.0%          | 19.7%        |
| 제2회       | 1월 5일     | 두 개의 달과 하나의 태양      | 17.3%          | 20.8%        | 19.9%          | 22.2%        |
| 제3회       | 1월 11일    | 꽃잎처럼, 불꽃처럼            | 19.4%          | 22.3%        | 23.2%          | 26.1%        |
| 제4회       | 1월 12일    | 하나의 태양, 하나의 달        | 20.6%          | 25.1%        | 23.4%          | 26.0%        |
| 제5회       | 1월 18일    | 달이 지다                     | 22.9%          | 24.9%        | 24.9%          | 28.3%        |
| 제6회       | 1월 19일    | 숨은 달                       | 25.9%          | 28.6%        | 29.3%          | 32.9%        |
| 제7회       | 1월 25일    | 무녀 월(月)                   | 25.5%          | 28.8%        | 29.7%          | 33.8%        |
| 제8회       | 1월 26일    | 액받이 무녀                   | 26.2%          | 29.4%        | 31.7%          | 35.3%        |
| 제9회       | 2월 1일     | 태양 옆에 숨은 달             | 28.4%          | 32.3%        | 34.5%          | 38.9%        |
| 제10회      | 2월 2일     | 사자전서(死者傳書)            | 30.5%          | 35.1%        | 37.1%          | 40.5%        |
| 제11회      | 2월 8일     | 밀애(密愛)                    | 34.3%          | 38.6%        | 37.1%          | 41.7%        |
| 제12회      | 2월 9일     | 눈물길                        | 33.7%          | 37.8%        | 37.1%          | 40.8%        |
| 제13회      | 2월 15일    | 마녀사냥                      | 34.6%          | 39.3%        | 38.4%          | 42.9%        |
| 제14회      | 2월 16일    | 나는 왜 죽었는가              | 37.2%          | 42.0%        | 37.6%          | 42.1%        |
| 제15회      | 2월 22일    | 다시 두 개의 태양, 두 개의 달 | 37.7%          | 42.6%        | 39.1%          | 43.1%        |
| 제16회      | 2월 23일    | 달의 정체                     | 39.8%          | 45.5%        | 41.3%          | 46.1%        |
| 제17회      | 2월 29일    | 달을 품은 해                  | 33.3%          | 36.1%        | 36.0%          | 39.7%        |
| 제18회      | 3월 1일     | 핏빛 전조(前兆)               | 40.7%          | 47.0%        | 41.2%          | 45.8%        |
| 제19회      | 3월 14일    | 반역(反逆)                    | 38.9%          | 42.9%        | 38.7%          | 41.8%        |
| 제20회      | 3월 15일    | 해를 품은 달                  | 42.3%          | 46.5%        | 42.2%          | 45.8%        |
| 평균 시청률 | 평균 시청률 | 평균 시청률                   | 30.2%          | 34.1%        | 33.0%          | 36.7%        |
|             |             |                               |                |              |                |              |
| 스페셜      |             |                               |                |              |                |              |
| 제1회       | 3월 7일     | 명장면 릴레이                 | 24.7%          | 26.0%        | 24.5%          | 26.9%        |
| 제2회       | 3월 8일     | 명장면&명대사                 | 19.8%          | 21.7%        | 19.2%          | 20.9%        |
| 제3회       | 3월 10일    | 명장면&명대사 정리본~★        | 5.1%           | 5.8%         | 5.4%           | 6.1%         |
| 제4회       | 3월 10일    | 명장면&명대사 정리본~★        | 5.5%           | 5.9%         | 6.0%           | 6.8%         |

## OST

### Part.1
| #  | 제목                             | 작사           | 작곡           | 재생 시간 |
| -- | -------------------------------- | -------------- | -------------- | --------- |
| 1. | 〈달빛이 지고〉 (해오라)         | 반형문, 한상원 | 반형문, 한상원 | 3:40      |
| 2. | 〈달빛이 지고 (inst.)〉 (해오라) |                | 반형문, 한상원 | 3:39      |

### Part.2
| #  | 제목                           | 작사   | 작곡           | 재생 시간 |
| -- | ------------------------------ | ------ | -------------- | --------- |
| 1. | 〈시간을 거슬러〉 (린)         | 김박사 | 김박사, Meng이 | 3:31      |
| 2. | 〈시간을 거슬러 (inst.)〉 (린) |        | 김박사, Meng이 | 3:31      |

### Part.3
| #  | 제목                      | 작사 | 작곡       | 재생 시간 |
| -- | ------------------------- | ---- | ---------- | --------- |
| 1. | 〈눈물길〉 (휘성)         | 휘성 | 문하, 휘성 | 3:50      |
| 2. | 〈눈물길 (inst.)〉 (휘성) |      | 문하, 휘성 | 3:50      |

### Part.4
| #  | 제목                             | 작사           | 작곡           | 재생 시간 |
| -- | -------------------------------- | -------------- | -------------- | --------- |
| 1. | 〈그림자〉 (먼데이 키즈)         | 반형문, 한상원 | 반형문, 한상원 | 3:56      |
| 2. | 〈그림자 (inst.)〉 (먼데이 키즈) |                | 반형문, 한상원 | 3:56      |

### Part.5
| #  | 제목                  | 작사   | 작곡               | 재생 시간 |
| -- | --------------------- | ------ | ------------------ | --------- |
| 1. | 〈아니기를〉 (이기찬) | 민연재 | KingMing, The Name | 3:47      |

### Part.6
| #  | 제목                              | 작사   | 작곡   | 재생 시간 |
| -- | --------------------------------- | ------ | ------ | --------- |
| 1. | 〈그대 한 사람〉 (김수현)         | 김창락 | 김창락 | 3:53      |
| 2. | 〈그대 한 사람 (inst.)〉 (김수현) |        | 김창락 | 3:53      |

### 정규앨범
| #   | 제목                        | 재생 시간 |
| --- | --------------------------- | --------- |
| 1.  | 〈시간을 거슬러〉 (린)      | 3:31      |
| 2.  | 〈달빛이 지고〉 (해오라)    | 3:39      |
| 3.  | 〈눈물길〉 (휘성)           | 3:50      |
| 4.  | 〈그림자〉 (먼데이 키즈)    | 3:56      |
| 5.  | 〈해를 품은 달〉            | 2:05      |
| 6.  | 〈숨은 달〉                 | 3:01      |
| 7.  | 〈꽃잎처럼, 불꽃처럼〉      | 4:05      |
| 8.  | 〈애지애가(愛之哀歌)〉      | 2:38      |
| 9.  | 〈궐〉                      | 2:28      |
| 10. | 〈장명루〉                  | 2:46      |
| 11. | 〈저자거리〉                | 1:55      |
| 12. | 〈위령제〉                  | 3:01      |
| 13. | 〈두개의 태양과 하나의 달〉 | 2:10      |
| 14. | 〈은월각〉                  | 2:20      |
| 15. | 〈연우 내리다〉             | 3:24      |
| 16. | 〈태양의 눈물〉             | 2:26      |
| 17. | 〈궁의 아침〉               | 2:51      |
| 18. | 〈달빛의 노래〉             | 1:43      |
| 19. | 〈흑주술〉                  | 1:45      |
| 20. | 〈나비의 춤〉               | 2:14      |

## 수상 경력
- 2012년 제25회 한국촬영감독협회 그리메상 드라마 부문 최우수작품상
- 2012년 MBC 연기대상 남자 최우수상, 남자 인기상 - 김수현
- 2012년 MBC 연기대상 여자 최우수상 - 한가인
- 2012년 MBC 연기대상 여자 아역상 - 김유정
- 2012년 MBC 연기대상 남자 아역상 - 여진구
- 2012년 MBC 연기대상 여자 아역상 - 김소현
- 2012년 MBC 연기대상 여자 황금연기상 - 양미경
- 2012년 MBC 연기대상 올해의 작가상 - 진수완
- 2012년 MBC 연기대상 올해의 드라마상
- 2012년 제48회 백상예술대상 TV부문 남자 최우수연기상 - 김수현
- 2012년 제48회 백상예술대상 TV부문 작품상

## 일화
- 주원 양명군 역에 캐스팅 되었으나, 드라마 《오작교 형제들》의 연장방송으로 하차. 주원 대신 정일우 교체.[6]
- 한가인이 12월 21일 소속사를 통해 갑작스럽게 불거진 하차설과 관련해 입장을 밝힘, 이날 한가인 측에선 하차설에 대해 하차할 의사가 절대 없다는 식의 글을 게재하며 하차설을 일축했다.[7]
- 기자회의 취재, 제작거부로 MBC 뉴스 프로그램 제작에 차질이 빚어진 가운데 1월 25일에는 9시 50분 방송, 80분으로 확대 편성되었다.[8]
- MBC가 1월 25일 방송분을 80분으로 확대 편성한다고 밝혔으나 실제 런닝타임은 63분[9], 전 보다 더 짧은 분량으로 논란이 되었다.[10]
- KBS 드라마《동안미녀》에서 김민서와 친분을 쌓았던 가수 겸 배우 장나라가 《해를 품은달》제작진에게 150인분의 삼계탕을 보냈다.[11]
- 수도권 시청률 40% 돌파 기념으로 한가인은 해를 품은 달 제작진에게 갈비 150인분을 대접했다.[12]
- 2월 2일 김수현은 제작진에게 피자 150인분을 대접했다.[13]
- 2월 20일 ‘더킹 투하츠’ 공홈 D-23 예고 ‘해품달’ 연장 없다.[14]
- 3월 6일《해를 품은 달》 스페셜 방송으로 대체.[15]
- 3월 7일 김도훈 PD 《해를 품은 달》현장 다시 복귀.[16]

## 동시간대 드라마
- 부탁해요 캡틴 (SBS)
- 난폭한 로맨스 (KBS 2TV)